# Phlyaria intermedia
Phlyaria intermedia är en fjärilsart som beskrevs av Tite 1958. Phlyaria intermedia ingår i släktet Phlyaria och familjen juvelvingar. Inga underarter finns listade i Catalogue of Life.